# Lac Bersau
Le lac Bersau est un lac français des Pyrénées, situé dans le département des Pyrénées-Atlantiques et la région Nouvelle-Aquitaine.

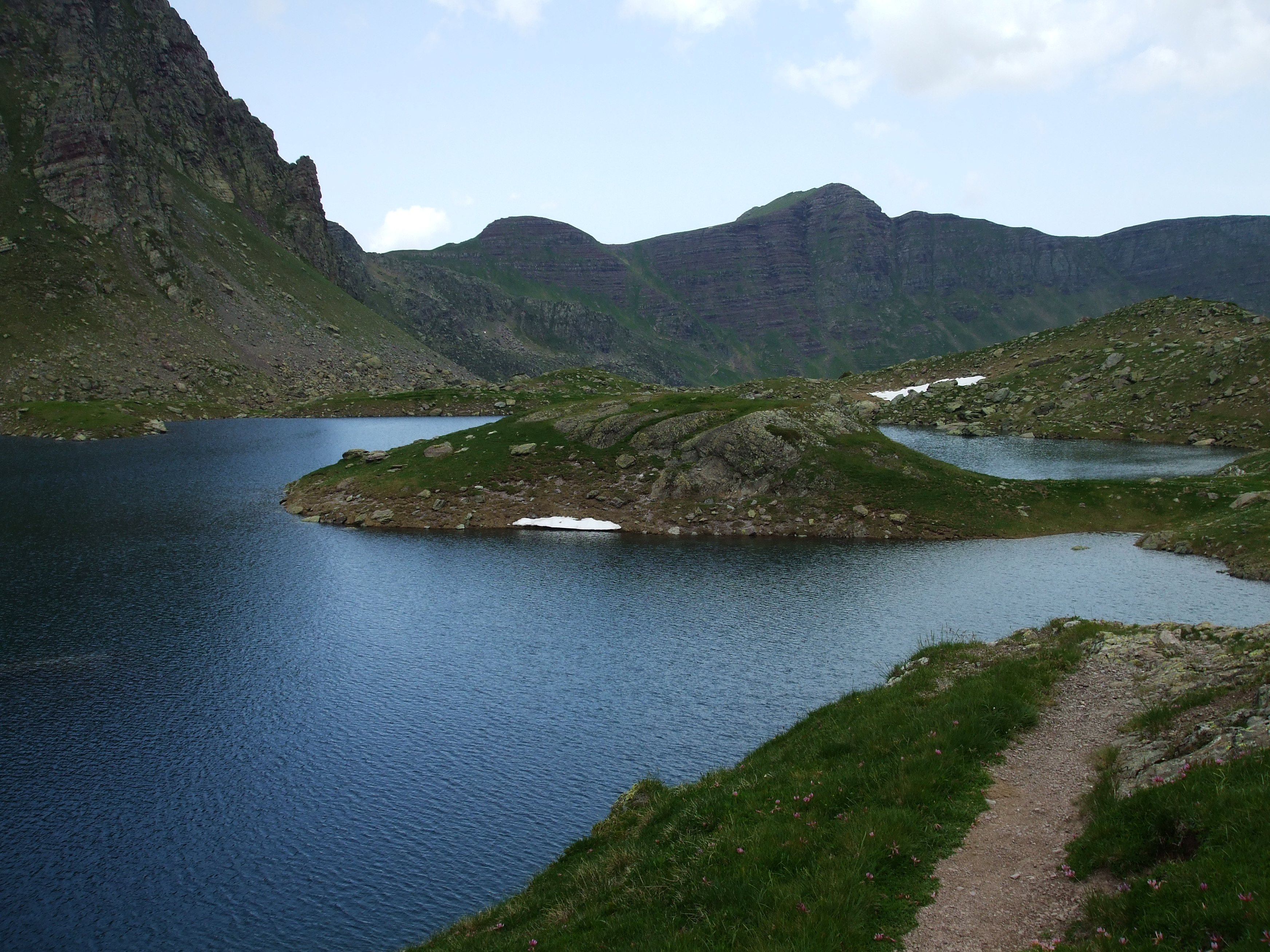
Lac Bersau

## Géographie
Le lac Bersau est un lac de la vallée d'Ossau qui fait partie des lacs d'Ayous, au pied du pic Casterau (2 227 m). Il se situe à 2 080 m d'altitude et sa profondeur maximale est de 30 m.

## Faune
Il est peuplé de truites fario et de vairons.